# جاك بالانس
فولوديمير بالانيوك (بالإنجليزية: Jack Palance)‏ (Володимир Палагнюк) يعرف باسم جاك بالانس (18 فبراير 1919 - 10 نوفمبر 2006) ممثل أمريكي، ترشح لثلاثة جوائز أوسكار كلها ضمن فئة أفضل ممثل مساعد، فاز بجائزة الأوسكار لأفضل ممثل مساعد في عام 1992 عن فيلم City Slickers.

## السيرة السينمائية
ولد جاك بالانس عام 1919 لأبوين مهاجرين من أوكرانيا وكان الثالث بين خمسة أطفال، عمل أبيه كعامل في منجم للفحم لتسعة وثلاثين عاماً حتّى مات من أسوداد الرئة عام 1955.بدأ بالانس مسيرته المهنية كبديل للممثل مارلون براندو في مسرحية عربة شارع تسمى الرغبة، في عام 1950 فوجئت الجماهير بوجه جاك بالانس الصلب وصوته الخفيض الهادئ وجسده الضخم للمرّة الأولى عندما قام بدور القاتل بلاكى في فيلم Panic in the Streets للمخرج إيليا كازان. بعدها قام بدور في الفيلم الحربى Halls of Montezuma , ثم جاء بعد ذلك الدور الذي منحه ترشيحه الأول للأوسكار عام 1952(بعد عامان فقط من أول ظهور له) في فيلم Sudden Fear كأفضل ممثل مساعد، وجاء العام التالى لينال جاك بالانس ترشيحه الثاني للأوسكار عن فيلم الويسترن الشهير Shane كأفضل ممثل مساعد أيضاً.
وضع دوره في فيلم شين اسمه بقوّة ك«شرير هوليوود المفضّل» لفترة طويلة وتوالت بعد ذلك أعماله Arrowhead ,Man in the Attic,Second Chance، في عام 1954 قام بأداء دور أتيلا الهوني الشخصية التاريخية الشهيرة التي سببت لروما رعباً عظيماً إبان فترة ازدهارالحضارة الرومانية في فيلم Sign of the Pagan, وفي نفس العام قام بدور سيمون المجوسي في فيلم The Silver Chalice, فاز عام 1957 بجائزة إيمي عن دوره بمسلسل Requiem for a Heavyweight عن ملاكم قاربت حياته المهنية علي الانتهاء، توالت بعدها أعماله غزيرة وكثيرة، وفي عام 1966 شارك في فيلم الويسترن The Professionals، في عام 1969 قام جاك بالانس بدور فيدل كاسترو في فيلم Che من بطولة عمر الشريف، كذلك ظهر جاك بالانس بشكل متقطّع في التلفاز والمسلسلات، و، وقام أيضاً ببطولة مسلسل قصير بعنوان The Greatest Show on Earth و Bronk, وقام مع ابنته بتقديم برنامج تليفزيونى بعنوان Ripley's Believe It or Not!.
في عام 1989 شارك مع سيلفستر ستالون وكيرت راسل في فيلم Tango & Cash وفي عام 1991 قام ببطولة فيلم City Slickers مع بيلي كريستال وفاز عن دوره في هذا الفيلم بجائزة الأوسكار لأفضل ممثل مساعد في 1994 شارك مع بيلي كريستال بطولة الجزء الثاني من الفيلم City Slickers II: The Legend of Curly's Gold.

## روابط خارجية
- جاك بالانس على موقع IMDb (الإنجليزية)
- جاك بالانس على موقع روتن توميتوز (الإنجليزية)
- جاك بالانس على موقع ألو سيني (الفرنسية)
- جاك بالانس على موقع ميوزك برينز (الإنجليزية)
- جاك بالانس على موقع تيرنر كلاسيك موفيز (الإنجليزية)
- جاك بالانس على موقع أول موفي (الإنجليزية)
- جاك بالانس على موقع قاعدة بيانات برودواي على الإنترنت (الإنجليزية)
- جاك بالانس على موقع قاعدة بيانات برودواي على الإنترنت (الإنجليزية)
- جاك بالانس على موقع قاعدة بيانات الأفلام السويدية (السويدية)
- جاك بالانس على موقع إن إن دي بي (الإنجليزية)
- جاك بالانس على موقع بوكس ريك (الإنجليزية) (registration required)